# Фазлолла Загеді
Фазлолла Загеді (перс. فضلالله زاهدی; 1897 — 2 вересня 1963) — іранський військовик, державний і політичний діяч, прем'єр-міністр країни у 1953—1955 роках.

## Кар'єра
Після закінчення військового училища служив у Перській козацькій бригаді. Від 1925 до 1926 року командував бригадою в Решті. У 1927—1935 роках очолював жандармерію. 1941 року отримав пост командувача ісфаганської дивізії. За співпрацю з німецькими агентами під час другої світової війни був заарештований англійцями 1943 року та висланий на 3 роки до Палестини. У 1947—1949 роках мешкав у Франції. 1949 року був призначений на посаду начальника поліції Ірану. 1951 року очолив міністерство внутрішніх справ, а у квітні 1953 року — міністерство закордонних справ. Був одним з керівників державного перевороту у серпні 1953 року, коли було повалено уряд Мосаддика. У 1953—1955 роках очолював уряд Ірану, потім був постійним представником Ірану при європейському відділі ООН.